# بخش اسمیت (شهرستان بلمونت، اوهایو)
بخش اسمیت (به انگلیسی: Smith Township) یک منطقهٔ مسکونی در ایالات متحده آمریکا است که در شهرستان بلمون، اوهایو واقع شده‌است.
 بخش اسمیت ۹۳٫۸ کیلومتر مربع مساحت و ۱٬۵۴۳ نفر جمعیت دارد و ۳۴۶ متر بالاتر از سطح دریا واقع شده‌است.